# Judo ai VII Giochi del Mediterraneo
La seguente pagina illustra i risultati del judo ai VII Giochi del Mediterraneo. Va tenuto presente che in tale edizione si sono disputate solo gare maschili, con l'assegnazione del doppio bronzo.

## Podi

### Uomini
| Evento             | Oro             | Argento          | Bronzo                                 |
| fino a 63 kg       | Alain Veret     | Felice Mariani   | Ivan Vidmajer Adnan Ozman              |
| fino a 70 kg       | Patrick Vial    | Ali Demir        | Milan Mijalkovic Ezio Gamba            |
| fino a 80 kg       | Slavko Obador   | José-Luis Frutos | Suheyl Yesilnur Mahmoud                |
| fino a 93 kg       | Pavle Bajcetic  | Mario Vecchi     | José-Antonio Arruza Patrick Dalia      |
| oltre 93 kg        | Mario Daminelli | Remi Berthet     | Momir Lucic Khatir                     |
| Tutte le categorie | Santiago Ojeda  | Remi Berthet     | Oualid Benabdallah Noureddine Boulboul |

## Medagliere
| Posizione | Paese      |   |   |    | Totale |
| --------- | ---------- | - | - | -- | ------ |
| 1         | Francia    | 2 | 2 | 1  | 5      |
| 2         | Jugoslavia | 2 | 0 | 3  | 5      |
| 3         | Italia     | 1 | 2 | 1  | 4      |
| 4         | Spagna     | 1 | 1 | 1  | 3      |
| 5         | Turchia    | 0 | 1 | 2  | 3      |
| 6         | Egitto     | 0 | 0 | 2  | 2      |
| 7         | Algeria    | 0 | 0 | 1  | 1      |
|           | Marocco    | 0 | 0 | 1  | 1      |
| Totale    | Totale     | 6 | 6 | 12 | 24     |